# Mlaka (Rakovec)
Mlaka is een plaats in de gemeente Rakovec in de Kroatische provincie Zagreb. De plaats telt 124 inwoners (2001).